# Katie Rich
Ne pas confondre avec l'écrivaine de comédies et l'actrice Katie Rich née en 1983.
Katie Rich est une actrice américaine, née le 15 mai 1964 à Los Angeles, en Californie (États-Unis). 
Elle est essentiellement connue pour son rôle de secrétaire Elaine Grazzo dans la série Booker.

## Séries télévisées
- 1985-1986 : Another World : Dee
- 1986 : Père et impairs : La fille à l'audience
- 1987 : Fame : La brune
- 1987 : The Bronx Zoo : Maria
- 1987 : Campus Show : Cougar
- 1989-1990 : Booker : Elaine Grazzo
- 1993 : A League of Their Own : Doris Murphy
- 1995 : JAG : Lieutenant Angela Arutti
- 1997 : Jenny : Amanda
- 2000 : La Loi du fugitif : Détective Jenna Beatty
- 2000 : V.I.P. : Delia
- 2001 : Philly
- 2002 : Division d'élite : Harriet
- 2002 : Los Angeles : Division homicide : Lorena Peluso
- 2002-2004 : New York Police Blues : Pam Gulliher / Carla Nicols
- 2004 : Cold Case: Affaires classées : Daniela
- 2004 : La Vie avant tout : Thelma Durrell